# Horben bei Sirnach
Horben bei Sirnach (toponimo tedesco) è una frazione del comune svizzero di Sirnach, nel Canton Turgovia (distretto di Münchwilen).

## Storia

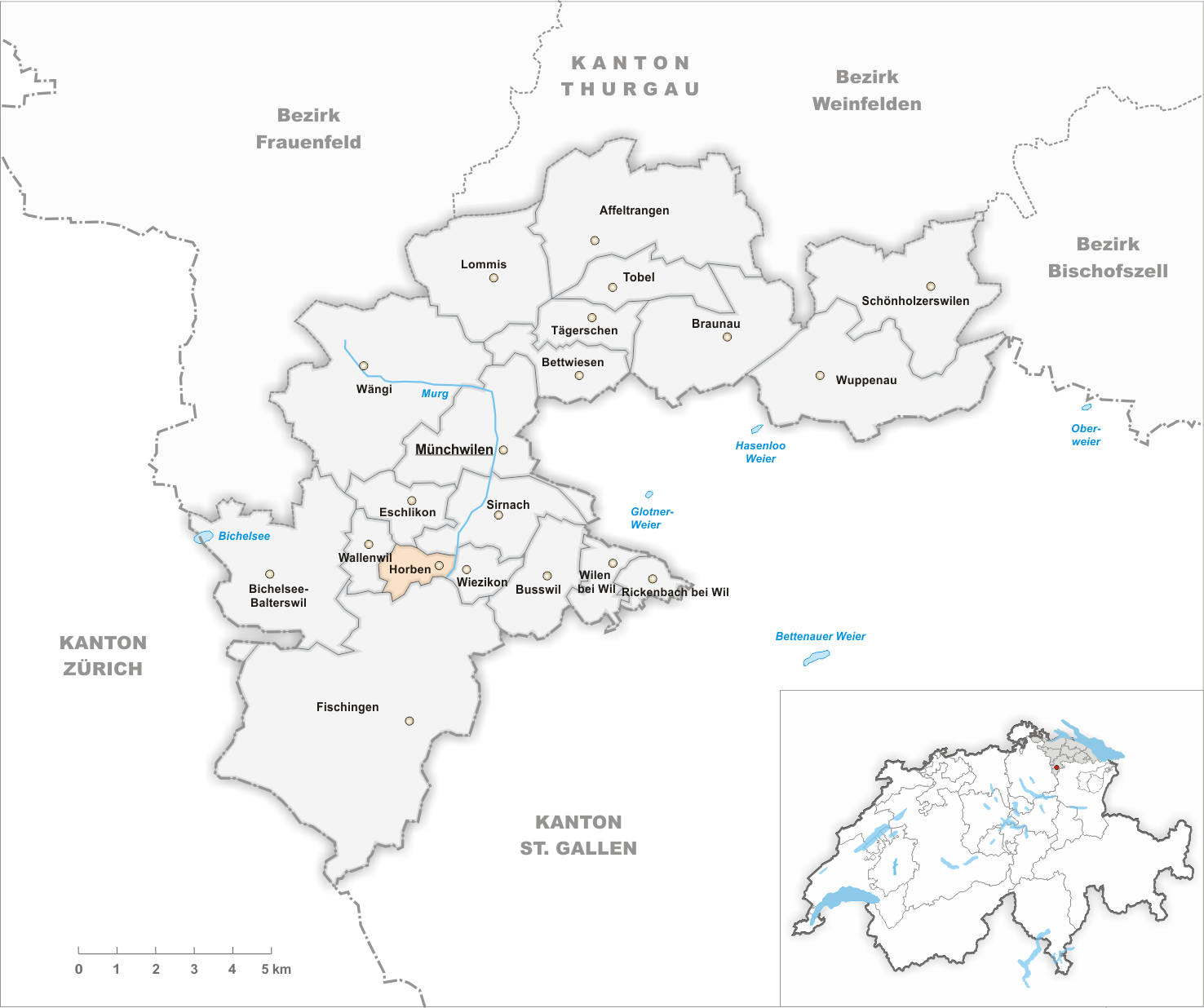
Il territorio del comune di Horben bei Sirnach prima degli accorpamenti comunali del 1997

Già comune autonomo (Ortsgemeinde) che comprendeva anche le frazioni di Hurnen, Riethof e Than, nel 1997 è stato aggregato al comune di Sirnach assieme agli altri comuni soppressi di Busswil e Wiezikon (tranne le frazioni di Hurnen, Riethof e Than, assegnate al comune di Eschlikon).

## Società

### Evoluzione demografica
L'evoluzione demografica è riportata nella seguente tabella (con Hurnen, Riethof e Than):
Abitanti censiti

## Amministrazione
Ogni famiglia originaria del luogo fa parte del cosiddetto comune patriziale e ha la responsabilità della manutenzione di ogni bene ricadente all'interno dei confini della frazione.